# Théodore Toussenel
Pour les articles homonymes, voir Toussenel.
Théodore Toussenel, né le 28 juillet 1805, à Montreuil-Bellay (Maine-et-Loire) et mort le 3 août 1885 à Paris, était un enseignant et un traducteur français. Frère d'Alphonse Toussenel, il est surtout connu comme l'un des traducteurs d'Ernst Theodor Amadeus Hoffmann.

## Biographie
Germaniste, il devient le 3 juin 1829 le secrétaire de Jules Michelet pour ses dépouillements et ses lectures en allemand,. Journaliste, il collabore, surtout de 1830 à 1842, au Temps et à la Revue de Paris, ainsi qu'à l'éphémère Panorama de l'Allemagne (1838-1839).
Licencié ès-lettres, agrégé spécial d'histoire en septembre 1831,,, il est nommé professeur d'histoire au lycée Charlemagne en septembre 1839, où il enseigne pendant plus de vingt ans, avant d'occuper les fonctions de censeur des études au lycée Bonaparte de 1858 à 1865 puis d'inspecteur de l'Académie de Paris le 8 janvier 1866. Nommé membre du conseil départemental de l'instruction publique de la Seine le 12 avril 1866, il est également l'auteur de manuels d'histoire destinés à l'enseignement.
Les fils de Victor Hugo suivant ses cours au lycée Charlemagne, il se lie d'amitié avec celui-ci.
Il est décoré de la Légion d'honneur le 27 avril 1845 et promu officier le 7 août 1870.
Marié à Anne Félicité Léger (décédée le 20 novembre 1887), il a deux fils, Georges André Eugène (décédé le 4 juillet 1855 à l'âge de six ans au domicile de ses parents, au Lycée Charlemagne) et Maurice Alphonse. Lui et les siens sont inhumés au cimetière du Père-Lachaise (16e division), dans la concession perpétuelle n° 798{{}}.

## Œuvres
- Précis chronologique de l'histoire de France: pour servir de texte explicatif aux planches gravées sur acier par le procédé Collas, d'après la collection des médailles historiques des rois de France, dont les coins sont déposés à la Monnaie royale de Paris, d'Olivier, 1844
- Discours prononcé par M. Toussenel, le jour de la distribution des prix du Lycée Charlemagne, 13 août 1852, Paris, Imprimerie de Chassaignon, 1852, 15 p.
- Histoire de l'Europe, et particulièrement de la France, de 1270 à 1610, Paris, C. Delagrave, 1881, VI-614 p. (classe de seconde)
- Histoire de l'Europe, et particulièrement de la France, de 395 à 1270, Paris, C. Delagrave, 1882, VI-577 p. (classe de troisième)
- Histoire de l'Europe de 1610 à 1789, Paris, C. Delagrave, 1883, VIII-573 p. (classe de rhétorique)
- Histoire contemporaine, de 1789 à 1875, Paris, C. Delagrave, 1884 (classe de philosophie)

### Traductions
- Fables de Lessing, traduction interlinéaire, par H. T., Paris, J. Duplessis, 1825, 127 p.
- Wilhelm Meister de Johann Wolfgang von Goethe, Paris, J. Lefèvre, 1829, 2 vol.
- Œuvres complètes de E.T. A. Hoffmann, traduites de l'allemand par M. Théodore Toussenel et par le traducteur des romans de Veit-Wéber, Paris, J. Lefebvre, 1830, 8 vol.
- Contes d'Hoffmann, Paris, 1838, 2 vol.

## Archives
- Archives nationales, Paris, dossier de titulaire de la Légion d'honneur (cote LH/2622/3).

## Source partielle
- Jean-Claude Polet, Patrimoine littéraire européen: anthologie en langue française, De Boeck Université, 2000, 600 pages, p. 574  (ISBN 2804131629)